# Дежньов (нос)
Нос Дежньов (на руски: мыс Дежнёва) е най-източната точка на континента Азия, разположен на Чукотския полуостров. Намира се между Берингово море на юг и Чукотско море на север, а Беринговия проток (82 km) на изток го отделя от Аляска. Представлява изолиран плосък планински масив с височина до 741 m, стръмно спускащ се към морето.
Първоначално носът е носел името „Източен нос“ даден му от английския мореплавател Джеймс Кук през 1778 г. През 1879 г. шведският полярен изследовател Адолф Ерик Норденшелд предлага носът да бъде наименуван в чест на неговия откривател руският първопроходец Семьон Дежньов, който пръв го заобикаля по време на плаването си от устието на Колима до устието на Анадир. Официално носът е преименуван през 1898 г. в чест на 250-ата годишнина от откриването му и от тогава така се отбелязва на всички географски и топографски карти. На 12 km северозападно от носа е разположено село Уелен.